# Убийственная игра
«Убийственная игра» (англ. Murderball) — документальный фильм Генри Алекса Рубина и Дэны Адама Шапиро, рассказывающий о спортсменах на инвалидных колясках.

## Сюжет
Картина рассказывает о команде инвалидов-колясочников, профессионально занимающихся таким видом спорта, как регби колясочников. Это жестокий, контактный вид спорта, и через его призму зрителю пытаются донести тот факт, что инвалид — это отнюдь не слабое, безвольное существо, но  зачастую — человек, гораздо более сильный духом, чем остальные — так называемые «обычные», «нормальные» люди.
По ходу фильма его создатели знакомят зрителя с миром этих спортсменов. Эти регбисты — обычные мужчины и парни, каждого из которых в инвалидное кресло усадила своя печальная история. Каждый из спортсменов, откровенно рассказывает о себе, о своей жизни «до» и «после», о своём увлечении спортом, и просто о том как развлекается, работает, любит.
Одной из основных линии сюжета фильма, является соперничество двух команд. Большие время и внимание уделены их подготовке, участию и победе одной из них в Паралимпийских Играх в Афинах.
Основную мысль, заложенную в замысел фильма, можно выразить одним из пунктов «Декларации независимости инвалида»:
Не надо меня жалеть — я не так слаб, как кажется.

## Награды
- 2005 — Кинофестиваль «Сандэнс»: специальный приз жюри в категории «Документальный фильм», приз зрительских симпатий в категории «Документальный фильм», Гран-при в категории «Документальный фильм»
- 2006 — «Оскар»: номинация в категории «Лучший документальный фильм»